# Фридрих IV (Майсен и Тюрингия)
Вижте пояснителната страница за други личности с името Фридрих IV.
Фридрих IV (на немски: Friedrich IV, der Friedfertige, der Einfältige, der Jüngere, * пр. 30 ноември 1384, † 7 май 1440 в замък Рунебург във Вайсензе) от род Ветини е маркграф на Майсен и ландграф на Тюрингия от 1406 до 1440 г.
Той е единственият син на маркграф Балтазар фон Тюрингия (1336–1406) и първата му съпруга Маргарета (1359–1391), дъщеря на бургграф Албрехт Красивия фон Нюрнберг († 1361).
През 1407 г. Фридрих IV се жени за графиня Анна († 1431), дъщеря на граф Гюнтер XXX фон Шварцбург-Бланкенбург (1352–1416) и съпругата му Анна († 1423), дъщеря на ландграф Йохан I фон Лойхтенберг (1334–1407). Той няма с нея деца.
Ландграф Фридрих продава титли и земи, за да финансира луксозния си дворцов живот. През 1436 г. той нарежда изгонването на евреите от Ландграфство Тюрингия.
Фридрих IV умира бездетен и Ландграфство Тюрингия е наследено от двамата му племенници, Фридрих II и Вилхелм III. Отдалечените територии на Майсен той отстъпил на тях години преди това за 15 000 гулдена.